# Línea 16 (EMT Valencia)
La línea 16 de EMT Valencia une el centro de Valencia con la localidad de Vinalesa en la comarca de Huerta Norte, pasando también por Tabernes Blanques y por la pedanía de Casas de Bárcena.

## Características

### Recorrido
Regula en la calle Poeta Querol, junto al Teatro Principal, para salir en dirección a Vinalesa por la calle Pintor Sorolla, rotonda de la Porta de la Mar, Puente de la Exposición, Paseo de la Alameda, calle Sagunto, avenida de la Constitución y finalmente sigue por la antigua Carretera de Barcelona cruzando la localidad de Tabernes Blanques, la pedanía de Casas de Bárcena, con una parada muy próxima a los municipios de Bonrepós y Mirambell y Almácera, y llega por la carretera CV-304 hasta Vinalesa. 
En su regreso dirección al centro recorre toda la avenida Constitución hasta llegar al Llano de la Zaidía y cruzar el Jardín del Turia por el Pont de Fusta. Desde ahí entra al centro por la plaza Tetuán, calle de La Paz, Marqués de Dos Aguas y Poeta Querol.

### Frecuencia
Tiene una frecuencia entre 8 y 12 minutos la mayor parte del día durante los días laborables, y desde marzo de 2022 mantiene el servicio durante las 24 horas del día con una menor frecuencia.

## Historia
Fue creada como línea de tranvía "Abastos-Sagunto" en 1949, pero cambiaron los tranvías por autobuses el 6 de enero de 1967. 
Su itinerario llegaba desde el final de la calle Sagunto hasta el Mercado de Abastos. 
En 1971 aumentó su servicio hasta el límite del término municipal. El 25 de agosto de 1972, se le modificó el recorrido, pasando por Buen Orden, Gabriel Miró, Martín el Humano y Alberique, por el ramal de Abastos. 
Hasta la creación de la línea 17, en 1974, siguió haciendo el itinerario "Abastos-Tabernes Blanques", para acabar luego en la antigua plaza del Caudillo. En noviembre de 1975 se vio afectada por los sentidos únicos de la calle Sagunto y Ramiro Ledesma (actual avenida Constitución). 
En 1986 ya entraba por dentro de Tabernes Blanques haciendo un recorrido por toda la población. El 31 de mayo de 2007 varió su itinerario por dentro Tabernes Blanques para dar servicio al barrio Grupo de San Rafael. 
A partir del 1 de octubre de 2012 cambió su denominación a: "Casas de Bárcena-Plaza del Ayuntamiento" modificando su itinerario por el municipio de Tabernes Blanques y prolongando su cabecera hasta la pedanía de Casas de Bárcena, pero a partir del 10 de diciembre del mismo año pasó a dar servicio a la localidad de Vinalesa tras alcanzar un acuerdo con su ayuntamiento, desapareciendo así la línea 36.
El 4 de mayo del 2020 se suprimió su recorrido por las plazas de la Reina y del Ayuntamiento y empezó a regular su recorrido en el intercambiador de Porta del Mar, volviendo a su ruta por el Puente de la Exposición, pero el 12 de diciembre de 2023 entró en vigor su nuevo recorrido hasta un punto más céntrico: por la calle de la Paz, Marqués de Dos Aguas y Poeta Querol.